# Robert Stong
Robert Evert Stong (* 23. August 1936 in Oklahoma City; † 10. April 2008) war ein US-amerikanischer Mathematiker, der sich mit algebraischer Topologie (insbesondere Kobordismentheorie) beschäftigte.
Stong wurde 1962 an der University of Chicago bei Richard Lashof promoviert (Some relations among characteristic classes and numbers). 1966 wurde er Assistant Professor an der Princeton University, und seine dort gehaltene Vorlesung über Kobordismentheorie erschien als damals einflussreiches Lehrbuch. Ab den 1970er Jahren war er Professor an der University of Virginia in Charlottesville. 1975/76 war er am Institute for Advanced Study.
In den 1980er Jahren entwickelte er mit Peter Landweber, Douglas Ravenel elliptische Kohomologie.
Er war ab 1968 Sloan Research Fellow.

## Schriften
- Notes on cobordism theory, Princeton University Press 1968